# Neocentròfids
Els neocentròfids (Neocentrophyidae) són una família de cinorrincs de l'ordre dels homaloràgides.

## Gèneres
- Neocentrophyes, Higgins, 1969.[1]
- Paracentrophyes, Higgins, 1983.[2]